# Антонио Вениер
Антонио Вениер (на италиански: Antonio Venier) е шестдесет и вторият венециански дож от 1382 до 1400 г. Произхожда от патрицианския род Вениер.
За разлика от много от предшествениците си Вениер е запомнен като неподкупен и човек с голяма вътрешна дисциплина. При избирането си на поста той се намира на военна служба на Крит.

## Управление
След смъртта на предишния дож Микеле Морозини, Венеция е в много тежко състояние – в града върлува чума, току–що е завършила една дълга и изтощителна война с Генуа, много от гражданите са разорени, търговските пътища са прекъснати и в трезора няма злато. Независимо от всичко това много аристократи се конкурират за поста дож и дълго време поради пренията между тях не може да се направи избор. Накрая за да се излезе от тази ситуация, е решено да се направи компромис и изборът да падне върху някой извън кандидатите. Така на 21 октомври 1382 е избран Вениер и минават още три месеца докато той получи известието в Крит и успее да се завърне във Венеция.
По време на своето 18–годишно управление Вениер проявява изключителна твърдост и се справя с две наводнения, две епидемии от чума, многобройни пожари и различни други препятствия без да се огъне. Освен в обществените дела той проявява тази твърдост и в личния си живот. Така например през 1388 г. синът му Алвизе е осъден за прелюбодеяние и хвърлен в затвора, където се разболява и умира, без Вениер да се намеси по никакъв начин.
Вениер умира на 23 ноември 1400 г. според някои архиви от мъка по сина си, няколко години по-късно умира и жена му Агнезе да Мосто.